# Jean Lafitte

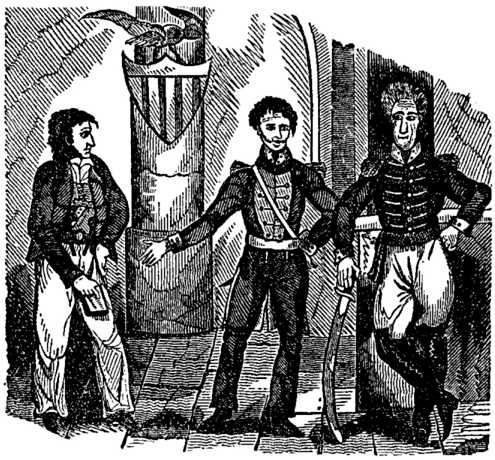
Ilustracja przedstawiająca pirata Jeana Lafitte, gubernatora Luizjany Williama Charlesa Cole’a Claiborne’a i generała Andrew Jacksona omawiających plany obrony Nowego Orleanu przed inwazją brytyjską pod koniec 1814 roku

Jean Lafitte (także Jean Laffite, ur. ok. 1780, zm. ok. 1825) – francuski pirat i korsarz działający głównie w regionie Zatoki Meksykańskiej.
W latach 1810–1814 bazą wypadową Lafitte′a była założona przez niego i jego brata Pierre′a osada piracka nad zatoką Barataria w Luizjanie. W 1815 roku, podczas wojny brytyjsko-amerykańskiej, uczestniczył po stronie amerykańskiej w obronie Nowego Orleanu, w podzięce za co został ułaskawiony przez prezydenta Jamesa Madisona. Po zakończeniu wojny wznowił działalność piracką, swoją bazę lokując na wyspie Galveston, w hiszpańskim Teksasie.
Jego imieniem nazwano historyczny park narodowy Jean Lafitte National Historical Park and Preserve, miasto Jean Lafitte w Luizjanie oraz założoną w 1772 tawernę Lafitte's Blacksmith Shop przy Bourbon Street w Nowym Orleanie.
Jean Lafitte jest również jedną z postaci w grze komputerowej Sid Meier’s Pirates!.